# أوروتلي
أوروتلي، (بالإنجليزية: Orotelli)‏، (سردينيا: Oroteddi) هي بلدية، في مقاطعة نوورو في إقليم سردينيا الإيطالي، وتقع على بعد حوالي 120 كم (75 ميل) إلى الشمال من كالياري وحوالي 20 كم (12 ميل) غرب نوورو.

## السكان
في سنة 1861 بلغ عدد السكان 1٬521 نسمة، وتطور العدد ليصل في سنة 2011 لـ 2٬152 نسمة.
يظهر هذا المخطط البياني تطور النمو السكاني لـ أوروتلي